# Марио Домингес
Марио Домингес (на испански: Mario Domínguez, роден на 1 декември 1975, град Мексико, Мексико) е автомобилен състезател, пилот от Индикар, бивш пилот в Чемпкар сериите.

## Ранна кариера
Домингес за първи път започва своята състезателна кариера през 1987 г. в състезание с картинги. Той печели три шампионата „Go-karting“ и представлява Мексико в Световните картинг първенства на три различни първенства: Испания (1989), Италия (1990) и Франция (1991).
Той се състезава в няколко състезания в Мексиканската Формула 3, през 1998 година, преминавайки по-късно в американските „Инди лайт“ серии през 1999 г., завършвайки 8-и в шампионата през 2000 г. и 4-ти през 2001 година. Подготвя се сериозно за своя дебют в Чемпкар (Champ Car) сериите, като трябва да се състезава в първата надпревара на сезон 2001, в домашното си състезание в Монтерей, като трябва да се състезава с новосъздадения тим „Милениум Моторспортс Тим“ (Millennium Motorsports team), но болид на новия тим така и не се появява.

## Чемпкар
Домингес все пак направи своя дебют в Чемпкар през следващата година (2002), и става „Новобранец на годината“, като извоюва първата си победа през 2002 година, в състезанието за голямата награда „Хонда Indy 300“, въпреки че състезанието е прекратено поради проливен дъжд, за безопасността на пилотите. Той е още по-конкурентен през 2003 г., спечелва Голямата награда на „Америка“ в Маями. През 2004 г. Домингес се представя на много високо ниво, завършвайки 5-и в крайното класиране. Тези му успехи с тима на „Herdez“, му дава шанс да подпише договор с един от топ тимовете в Чемпкап - „Форсайт“ (Forsythe), през 2005 година.
Въпреки че кара за един от най-добрите тимове, Домингес има променливи успехи в надпреварата. След първите четири състезания от сезон 2006, когато се удря два пъти със своя съотборник Пол Трейси, Домингес и „Форсайт“ се разделят. Преди следващото Чемпкар в Портланд, Домингес, подписва с екипа на „Дейл Койн Рейсинг“ (Dale Coyne Racing), като пилотира брандираната с логото на „Sony“ болид Форд Лола-Косуърт. За последната 3 старта от сезона, Домингес си осигурява спонсорството на мексиканската държавна петролна компания „Pemex“, състезавайки се с по-малкия тим на „Rocketsports“. Наред със стартовете в Чемпкар, Марио тества с екипа от Формула 1 - Джордан Гранд При, на пистата Силвърстоун, Англия, през 2005 година
През 2007 г. той подписва отново с „Форсайт“, за първите три състезания от сезона, след като получи подкрепа от компанията „Telmex“, но отпада само след няколко кръга, като е замемнен от Ориол Сервиа. Остава в Чемпкар, като заменя контузения Тристан Гоменди в „PKV Racing“, в състезанието за Голямата награда на Едмънтън. През следващата седмица, в старта за Голямата награда на Сан Хосе, той подписва договор с Пасифик Коуст Моторспорт, заменяйки в болида Райън Далцил, който се наранява при злополука с велосипед. Далцил се възстановява след две седмици, като се завръща за Голямата награда на Америка, връщайки Марио отвъд пистата. За пореден път сяда в друг болид през сезона, като кара за тима на „Минарди Тим САЩ“ в Белгийската Гранд При, на пистата „Золдер“. Не участва в състезанието, поради множество инциденти в квалификационната сесия.

## Инцидент в Мексико
Според мексиканския вестник „Ел реформа“ Марио Домингес, предизвиква пътен инцидент, по време на шофиране в нетрезво състояние. Той предизвиква произшествия с две таксита в Мексико Сити, удряйки едно такси, а при опита си да избяга удря второ такси. Спрян е от полицията, след като се опитва да избяга от втория инцидент. Успява да се размине с тежко наказание, след като изплащана на таксиметровия шофьор 20 долара и се съгласява да си направи снимки с всички участващи в инцидента.
Марио Домингес е Официален посланик на Мексико Сити на туризма и спорта.

## Индикар
През 2008 г. Домингес съобщава, че ще влезе до края на 2008 г. в състезанията от Индикар сериите, за екипа на Пасифик Коуст Моторспорт, след участието си в състезанието за Голямата награда на Лонг Бийч в Чемпкар. Прави своя дебют в състезанието в Милуоки – „Milwaukee Mile“.